# Strikeforce

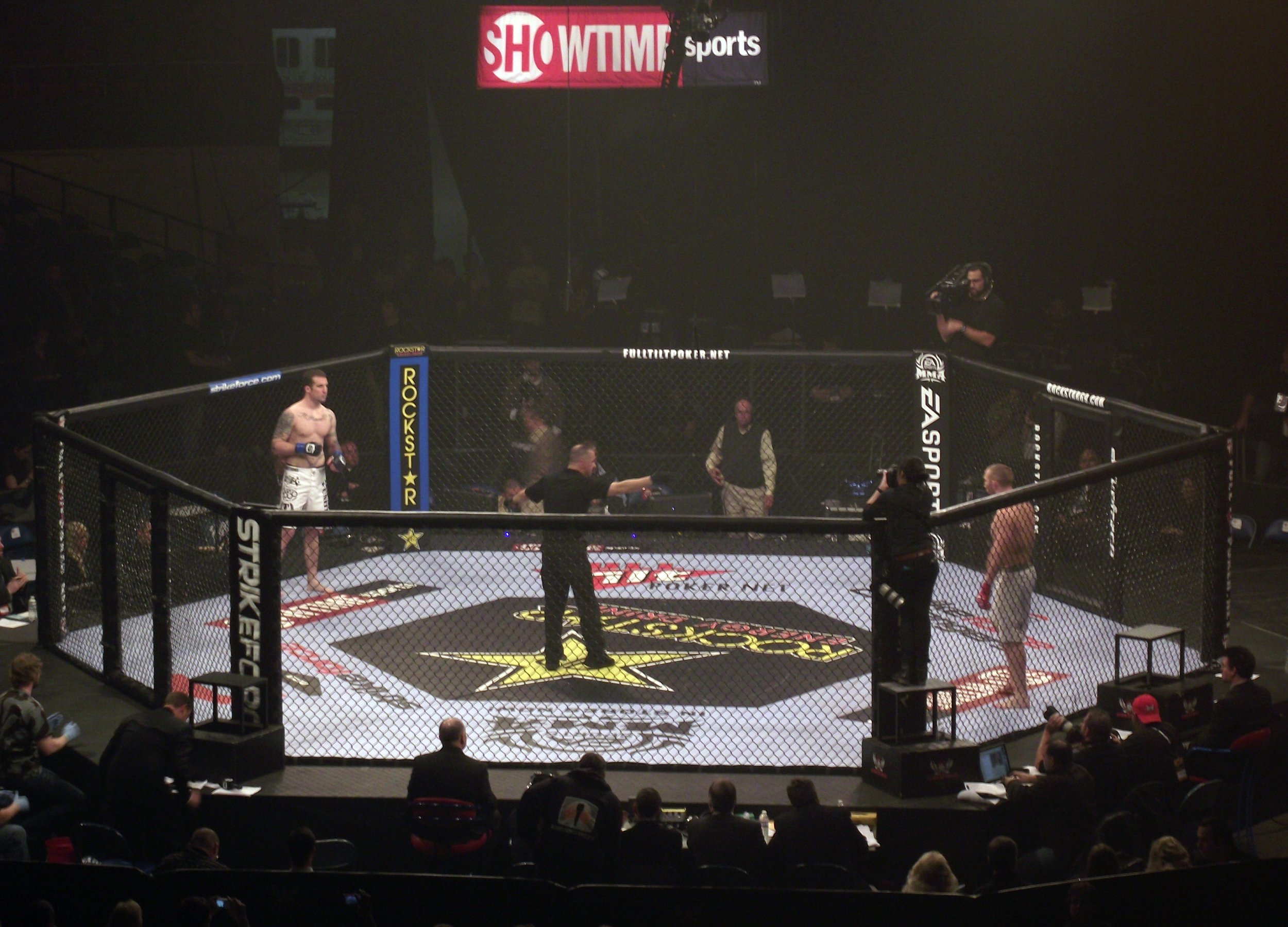
ヘキサゴンケージでの試合の様子

Strikeforce（ストライクフォース）は、かつて存在したアメリカ合衆国の総合格闘技団体。シリコンバレー・スポーツ&エンターテインメントによって運営されていたが、2013年にズッファが運営するUFCに統合された。
SHOWTIMEによって全米に中継されていた。

## 歴史

### キックボクシングプロモーションとして設立
1985年に格闘技トレーナーであったスコット・コーカーがESPNの番組用にキックボクシング団体PKAの大会を開催した。コーカーは1993年に番組の放映が終了して以降もキックボクシングの大会運営に携わり、カリフォルニア州サンノゼの会場HPパビリオンでハビアー・メンデス（現AKA会長）やカン・リーをメインに据えた大会を開催して人気を博していたほか、2000年から2007年まではK-1 USAの代表としてK-1のアメリカ大会のプロモートも手掛けていた。

### 総合格闘技への進出
2006年にカリフォルニア州で総合格闘技が認可されたことを契機としてHPパビリオンからの提案を受け総合格闘技に進出。3月10日に開催した、3年ぶりの復帰となったフランク・シャムロックと地元カリフォルニアに柔術ジムを持つシーザー・グレイシーの対戦をメインイベントとする第1回大会「Shamrock vs. Gracie」は、カリフォルニア州で認可された初の総合格闘技大会となり、入場者数18,265人はUFC 57を凌ぎアメリカ合衆国における当時の観客動員記録となった。
2007年には提携したEliteXCと大会を共同開催したほか、『PLAYBOY』誌の創刊者ヒュー・ヘフナーの私邸「プレイボーイマンション」で大会を開催した。
2008年4月12日より1年間、NBCの深夜時間帯で過去の大会のハイライト放送と選手紹介を行なう番組「Strikeforce on NBC」を放映した。

### 全米第二のプロモーションへ
2009年2月、Strikeforceは活動停止したEliteXCのオーナーであるProElite社より映像ライブラリーや選手（ニック・ディアス、ジェイク・シールズ、ロビー・ローラー等）の契約保有権を含んだ資産を買収したことを発表した。また数日後にはアメリカ3大ネットワークテレビ局のひとつCBSおよびCBS傘下のSHOWTIMEと3年間の契約を結んだことが発表された。5月からは新人選手育成を目的とした新シリーズShoMMA: Strikeforce Challengersが開催された。
2009年8月5日、日本の総合格闘技団体DREAMとの提携が発表され、お互いの団体に選手を派遣し合い、対抗戦を行った。同月にはM-1 Globalと提携を結ぶと共に、総合格闘技のヘビー級世界最強と評価されていたエメリヤーエンコ・ヒョードルとの契約を果たした。
2009年8月15日にはメジャーMMAプロモーションとして初めて、女子選手の試合をメインイベントで組んだ大会「Carano vs. Cyborg」を開催した。
2011年2月12日、StrikeforceとM-1 Global共催による「ワールドグランプリ ヘビー級トーナメント」を開催した。

### ズッファによる買収・UFCへの統合
2011年3月12日、UFCを運営するズッファにより買収された。これに併せて数名のトップ選手がUFCに移管したが、それ以外は当面は以前のWEC同様独立プロモーションとして運営していくことが発表された。
2011年5月、CEOであったスコット・コーカーは買収により取締役副社長兼GMに降格。マッチメイクもコーカーの手を離れ元WECマッチメイカーのショーン・シェルビーが就任。運営は元WEC副社長のピーター・ドロピックが行なった。なお、コーカー以外の社員は全員解雇された。
2011年7月、ヘビー級王者であったアリスター・オーフレイムを契約問題からリリースし、ウェルター級王者ニック・ディアスがUFCウェルター級王者ジョルジュ・サンピエールへの挑戦に伴い王座返上。9月19日、UFC参戦のため、ライトヘビー級王者ダン・ヘンダーソンも王座を返上した。
2011年12月16日、UFC代表のダナ・ホワイトより2012年1月の大会を持ってStrikeforceのヘビー級のUFCへの移管およびChallengersシリーズの廃止が発表され、Strikeforceの運営がダナ・ホワイトを中心とした運営に切り替わることが併せて発表された。2012年12月6日、女子バンタム級が廃止されUFCに移管された。
2013年1月12日、Strikeforce: Marquardt vs. Saffiedineを最後にStrikeforceとSHOWTIMEとの契約終了に伴い、同じズッファが運営するUFCに統合された。
2014年6月、元CEOのスコット・コーカーがBellator MMAの新CEOに就任。

## 団体の特徴
選手と基本的に専属契約を結ぶUFCとは対照的に、他団体からの参戦も多く、逆にStrikeforceに所属する選手も他団体や海外の団体に参戦した。また、メジャーMMAプロモーションとして初めて、女子戦をメインイベントに据えた大会（Carano vs. Cyborg）を開催したように、女子選手の試合も多く組まれた。

## ルール
試合は六角形のヘキサゴンケージ（金網）を使用して行なわれた。2011年、ズッファに買収されたことによりユニファイドルールが導入され、グラウンド状態での肘打ちが解禁された。

## 歴代王者
- 王座の変遷については「Strikeforce王者一覧」を参照。

## 開催履歴
- 詳細は「Strikeforceの大会一覧」を参照。

## スタッフ
- マウロ・ラナーロ（実況）
- フランク・シャムロック（解説）
- パット・ミレティッチ（解説）
- ジミー・レノン・ジュニア（リングアナウンサー）